# (31905) Likinpong
2000 GM40 (asteroide 31905) é um asteroide da cintura principal. Possui uma excentricidade de 0.10474550 e uma inclinação de 6.00143º.
Este asteroide foi descoberto no dia 5 de abril de 2000 por LINEAR em Socorro.